# Love Unlimited (Fun Lovin' Criminals)
Love Unlimited är en sång av Fun Lovin' Criminals. Sången, som återfinns på albumet 100% Colombian, utgavs som singel den 3 augusti 1998. "Love Unlimited" nådde bland annat fjortonde plats på Nederlandse Top 40.
"Love Unlimited" utgör en hyllning till Barry White, som grundade och ledde The Love Unlimited Orchestra. Musikvideon visar bland annat hur de tre bandmedlemmarna – Huey Morgan, Brian Leiser och Steve Borgovini – åker runt på BMX-cyklar, såväl i stadsmiljö som på ramper.

## Medverkande
- Huey Morgan – sång, gitarr, slidegitarr
- Brian Leiser – keyboard, trumpet
- Steve Borgovini – trummor